# Habronattus pochtecanus
Habronattus pochtecanus är en spindelart som beskrevs av Griswold 1987. Habronattus pochtecanus ingår i släktet Habronattus och familjen hoppspindlar. Inga underarter finns listade i Catalogue of Life.